# Frank Peeters
Frank Peeters (* 1954 in Wilrijk, Belgien) ist Professor und Ehrendekan des gemeinsamen Instituts für Übersetzen und Dolmetschen der Universität Antwerpen (UA) und der Artesis Hogeschool Antwerpen (heute: Artesis Plantijn Hogeschool Antwerpen). Als Professor ist er auf die holländische Sprache und die Bereiche Theatergeschichte und -historiographie spezialisiert.

## Leben und Wirken
Frank Peeters‘ berufliche Ausbildung begann mit einem Germanistikstudium an der Universität Antwerpen und endete 1986 mit dem Werk „Het Vlaamse Volkstoneel 1920–1924. Ontwikkeling en toetsing van een tentatieve methode van theaterhistoriografie“, mit welchem er die Doktorwürde erlangte.
1994 wurde Frank Peeters dann vom VNC (Flemish-Dutch Committee for Dutch Language and Culture) als Stipendiat für das NIAS (Netherlands Institute for Advanced Study) ausgewählt, welches sich der Forschung auf den Gebieten der Geistes- und Sozialwissenschaften widmet und Wissenschaftler bei ihren Forschungsvorhaben unterstützt.
Die einjährige Forschungszeit am NIAS, die er in der Arbeitsgruppe Theaterikonographie verbrachte, stellte sich für Peeters als durchaus erfolgreich heraus.
Er war Mitherausgeber der Werke „Een theatergeschiedenis der Nederlanden“, das sich mit der umfangreichen Geschichte des flämischen und holländischen Theaters beschäftigt und von „Bij Open Doek: Liber Amicorum Prof.dr. C. Tindemans“. Für ersteres verfasste er insgesamt vier Artikel die von der flämischen Theatergeschichte des 19. und frühen 20. Jahrhunderts handeln, letzteres enthält Beiträge zu Prof. Tindeman als Theaterhistoriker sowie eine Bibliographie zu dessen Werke.
Zudem schrieb er im Werk „Nieuwe Encyclopedie van de Vlaamse Beweging“ über den flämischen Theatermacher Jan Oscar de Gruyter und über den flämischen Schauspieler und Regisseur Joris Diels und entwickelte einen Entwurf für das Kapitel „Theatre Iconography: traditions, trends and techniques“, das in dem Werk „Iconography and the Performing Arts: Theory and Practice“ zu finden sein sollte.
Während seiner Zeit am NIAS nahm Peeters aber auch an mehreren Konferenzen teil. Eine davon war die Konferenz Presenting de Past des London University Colleges im Dezember 1994, auf der er seine Arbeit "The Concept of Nationality in 19th Century Flemish Discourse" vorstellte. Eine weitere Konferenz, die er besuchte, war die Actor, Actress on Stage der International Federation for Theatre Research (IFTR), die an der Université du Québec à Montréal im Mai 1995 stattfand. Dort leitete Peeters die Arbeitsgruppe zur Theatergeschichtsschreibung und präsentierte seine Arbeit "Ideology Embodied: 19th Century Acting on the Flemish Stage".
Er nahm jedoch nicht nur an Veranstaltungen teil, sondern organisierte sie auch. So war er einer der Organisatoren des im Juni 1995 stattfindenden NIAS-Symposiums zur Theaterikonographie, auf dem er seine Arbeit "Iconography of the Theatre vs. Iconography for the Theatre" vorstellte.
Eines seiner letzten Projekte während der Zeit am NIAS war die Zeitschrift "Scenarium: Nieuwe Reeks", die er zusammen mit R. Erenstein und R. Van Gaal ins Leben rief. Dabei handelte es sich um eine Zeitschrift die einmal jährlich erscheinen und Beiträge zur Theatergeschichte beinhalten sollte. Die erste Ausgabe von 1997 setzte sich mit dem Thema "Nationalism and National Feelings in Dutch and Flemish Theatre" auseinander.
Die genannten Projekte sollten jedoch nur der Anfang einer aufregenden Karriere als Autor sein und so folgten, unter anderem, diverse Werke über das flämische und holländische Theater sowie verschiedene Beiträge zum Theater des 19. Und 20. Jahrhunderts in Belgien.
Allerdings blieb es für Peeters nicht ausschließlich bei der Arbeit als Forscher und Autor. 1997 nahm er die Stelle als Leiter des gemeinsamen Instituts für Übersetzen und Dolmetschen der UA und der Artesis Hogeschool Antwerpen an. Dieser Posten gehörte ihm bis 2009, wobei er die dortige Arbeit als Professor für die holländische Sprache weiter führte. Der nächste bedeutende Schritt der dann in seinem beruflichen Werdegang zu nennen ist, ist seine Arbeit als Berater des Ministers für Flämische Theaterkultur (Minister of Culture for the Flemish Theatre), für die er 2000 angestellt wurde. Nur ein Jahr später nahm Peeters außerdem die Stelle als Dozent für Theatergeschichte und -historiographie an der Universität Antwerpen an.

## Mitgliedschaften
Frank Peeters engagiert sich seit Langem bei CIUTI (Conférence Internationale Permanente d’Instituts Universitaires de Traducteurs et Interprètes), ein Verein der es sich zum Ziel macht Hochschulinstitute der Studiengänge Übersetzen und Dolmetschen zusammenzubringen und sich für ein hohes Niveau in der Forschung und Lehre in diesem Bereich einsetzt. Neben den vielen Aufgaben, für die er dort bereits zuständig war, ist Peeters nun Präsident und wird dabei unter anderem von Peter A. Schmitt als einer der Vize-Präsidenten unterstützt.
Zudem ist Peeters Vorstandsmitglied bei CEL/ELC (Conseil Européen pour les Langues oder auch European Language Council), ein Verein der sich für die Zusammenarbeit von Einrichtungen einsetzt, die auf Sprachen und deren Studium spezialisiert sind.

## Forschungsgebiete
Frank Peeters ist also auf die historische Theaterwissenschaft und die Theaterhistoriographie spezialisiert. Dabei legt er seinen Schwerpunkt auf das flämische Theater der Zwischenkriegszeit (ca. 1918-1934) und des 19. Jahrhunderts, da das Theater nie einen größeren Stellenwert hatte als damals. Das Theaterspiel beschränkte sich nicht nur auf das Theater, sondern war auch in zahlreichen Formen in sozialen, medialen und politischen Bereichen präsent und hat durch seine Besonderheiten seinen eigenen Teil zur Festigung des jungen Belgiens beigetragen. In der zweiten Hälfte des 19. Jahrhunderts stach es dann durch neuste wissenschaftliche Errungenschaften und Entdeckungen in der Theaterproduktion heraus.
Die folgenden Punkte sind für Peeters deshalb von besonderer Bedeutung:
- die Beziehung zwischen Theaterpraxis und Politik im sozio-ökonomischen Kontext
- das Melodrama und die Melodramatik von 1800-1914
- die darstellende Kunst von 1850 bis 1950[3]

Des Weiteren forscht er aber auch in den Bereichen:
- Audiovisuelle Übersetzung
- Audiodeskription für Theater
- Visuelle Poesie[8]

## Publikationen (Auswahl)

### Monographien
- Jan Oscar de Gruyter en het Vlaamse Volkstoneel 1920–1924. Een theaterhistoriografische studie. Peeters Publishers, Belgien 1989, ISBN 90-6831-198-0.[3][9]
- Lode Ivo: 50 jaar decors en decorontwerpen. Provinciebestuur van Antwerpen, Antwerpen 1996.[10]

### Mitherausgeberschaften
- mit Luk Van den Dries und Carlos Tindemans: Bij open doek: liber amicorum Carlos Tindemans. Pelckmans, Kapellen 1995, ISBN 90-289-2170-2.
- mit R. L. Erenstein, D. Coigneau u. a.: Een theatergeschiedenis der Nederlanden: tien eeuwen drama en theater in Nederland en Vlaanderen. Amsterdam University Press, Amsterdam 1996, ISBN 90-5356-112-9.
- mit Toon Brouwers, Jozef de Vos u. a.: Tussen De dronkaerd en Het kouwe kind: 150 jaar Nationale Toneel, KNS, Het Toneelhuis. Ludion, Gent 2003, ISBN 90-5544-485-5.
- mit Van den Dries, Hubert Meeus, Frank Willaert: Proeflijst: Topstukkendecreet theater. Universität Antwerpen, Antwerpen 2012.[10]

### Zeitschriftenartikel
- The reception of melodrama in Flanders 1800–1914: a tentative investigation of the critical discourse in reviews, literary journals and a manifesto. In: Forum modernes Theater. Narr, Tübingen 2008, ISSN 0930-5874.
- Staf Vos: Dans in België, 1890–1940. In: BMGN: Low Countries historical review. 129:2. 2014, ISSN 0165-0505.[10]

### Beiträge
- The 'Flemish Wave': cultural auto-affirmation in the Low Countries. In: Cl. Schumacher (Hrsg.): Small is beautiful: Small Countries Theatre Conference, Glasgow, 1990. Theatre Studies Publications, Glasgow 1991.
- The concept of nationality in nineteenth-century Flemish theatre discourse: some preliminary remarks. In: J. Fenoulhet (Hrsg.): Presenting the past: history, art, language, literature. Centre for Low Countries Studies, London 1996.
- Joris Diels. In: R. de Schrijver (Hrsg.): Nieuwe encyclopedie van de Vlaamse Beweging (NEVB). Lannoo, Tielt 1998.
- Jan Oscar de Gruyter. R. de Schrijver (Hrsg.): Nieuwe encyclopedie van de Vlaamse Beweging (NEVB). Lannoo, Tielt 1998.
- Scenography, iconography and semiotics: toward an analytical framework. Th. Heck (Hrsg.): Picturing performance: the iconography of the performing arts in concept and practice. University of Rochester Press, Rochester, N.Y. 1999.
- Te zijn of niet te zijn: toneelletterkunde en theaterpraktijk als manifestatie van burgerlijke beschaving. In: Ada Deprez (Hrsg.): Hoofdstukken uit de geschiedenis van de Vlaamse letterkunde in de 19de eeuw. Teil 3, Koninklijke Academie voor Nederlandse Taal – en Letterkunde, Gent 2003, ISBN 90-72474-53-8.
- Rewriting a national theatre history in a bilingual country: the case of Belgium. In: S. E. Wilmer (Hrsg.): Writing & rewriting: national theatre histories. University of Iowa Press, Iowa City 2004, ISBN 0-87745-906-1.
- Over De Fonteine, Broedermin en Taelyver: het Gentse theaterleven in de negentiende eeuw. In: P. Allegaert, J. Van Schoor (Hrsg.): De speler en de strop: tweehonderd jaar theater in Gent. Snoeck, Gent 2006, ISBN 90-5349-553-3.
- Theater tussen de torens: vijftig jaar stadstheater in Gent. In: P. Allegaert, J. Van Schoor (Hrsg.): De speler en de strop: tweehonderd jaar theater in Gent. Snoeck, Gent 2006, ISBN 90-5349-553-3.
- Creating and dismantling the national theatre in divided Belgium. In: S. E. Wilmer (Hrsg.): National theatres in a changing Europe. Palgrave Macmillan, Basingstoke 2008, ISBN 978-0-230-52109-4.
- Theater en waanzin: Grand-Guignol. In: E. Jonckheere (Hrsg.): Het spel voorbij de waanzin: een theatrale praktijk? Academia Press, Gent 2010, ISBN 978-90-382-1691-1.
- Faam en waan van het modernistische theater in Vlaanderen: 1920–1929. J. Van Schoor (Hrsg.): Historische avant-garde en het theater in het interbellum. ASP, Brüssel 2011, ISBN 978-90-5487-803-2.[10]